# Джидда (траса)
Міська траса Джидда (араб. حلبة شارع جدة, англ. Jeddah Street Circuit) — траса Формули-1, що побудована на узбережжі Червоного моря у портовому місті Джидда у Саудівськії Аравії.
Траса прийняла перший Гран-прі Саудівської Аравії у 2021 році.
Міська траса розташована на набережній Джидди Корніш за проектом Германа Тільке.